# Subsidio al combatiente
El denominado subsidio al combatiente fue un impuesto o recargo impositivo existente en España, precedente del impuesto sobre el Lujo, que fue establecido en plena Guerra Civil por Decreto 174 de Francisco Franco de 8 de enero de 1937, con la finalidad de financiar un fondo de ayuda a los combatientes y sus familias.
La reforma tributaria de 1940, promovida por el ministro de Hacienda de la época José Larraz, que estableció la Contribución de Usos y Consumos, reunió en la tarifa 5ª de esta contribución, que se denominó "Lujo", conceptos ya gravados por el subsidio, al que se añadió algunos otros contemplados hasta esa fecha en el impuesto del timbre y junto a otros supuestos de nueva creación.

## Regulación
La regulación que creó este subsidio fue el Decreto 174 de Francisco Franco de 8 de enero de 1937. Después de su creación, se complementó con la Orden de 21 de enero de 1937 y el Decreto de 25 de abril de 1938.
Acabada la guerra, por Decreto de 16 de mayo de 1939, el subsidio se convirtió en "Subsidio al excombatiente”.

## Impuesto
El gravamen que establecía la creación del subsidio suponía la imposición de determinadas formas de consumo, que se estimaban superfluas y que debían servir para constituir un fondo destinado, según el propio Decreto, "a socorrer a quienes lo necesiten sin perjuicio de los premios o preferencias que puedan otorgar a los combatientes  una  vez  terminada  la campaña".
El artículo cuarto del Decreto de creación cuantificaba un recargo del 10 por 100 del precio de los siguientes productos y servicios:
- Venta de tabacos de todas clases.
- Billetes de entrada a espectáculos públicos.
- Consumiciones  en cafés, bares, confiterías y establecimientos similares.
- Servicios o consumiciones extraordinarias en hoteles, pensiones, fondas, hospederías y posadas.
- Perfumes.

## Subsidio
Para poder ser beneficiario del subsidio era necesario:
1. Ser combatiente y encontrarse en cualquiera de los frentes de combate u hospitalizado como herido o enfermo a consecuencia de la campaña o haber perecido o quedado inútil en ella.
2. Hallarse los familiares, antes del denominado "Movimiento Nacional", viviendo bajo el mismo techo del combatiente, siendo éste con su trabajo, el  principal o único sustento de ellos, o habiéndose producido con  posterioridad  esta circunstancia.
3. Carecer los beneficiados, de ingresos o tenerlos insuficientes para las necesidades de la vida.

La recaudación del subsidio no se integraba en los presupuestos del Estado y la ordenación, inversión y pago de los recursos recaudados corría a cargo de las Juntas provinciales del subsidio.
Inicialmente el subsidio tuvo una cuantía  de 3 pesetas diarias para el primer familiar del combatiente más una peseta adicional por cada uno de los otros familiares que conviviesen, con un máximo de cinco pesetas. En abril de 1938 se redujo su importe a dos pesetas diarias.